# The County Fair (film 1910)
The County Fair è un cortometraggio muto del 1910.

## Produzione
Il film fu prodotto dalla Selig Polyscope Company.

## Distribuzione
Distribuito dalla General Film Company, il film - un cortometraggio in una bobina - uscì nelle sale cinematografiche statunitensi il 15 dicembre 1910.